# K'nex
K'NEX Industries, Inc. est un fabricant de jeux de construction américain basé à Hatfield en Pennsylvanie qui diffuse ses jouets sous la marque K'nex. 

## L'histoire de K'nex
Le principe simple et rapide de construction par connecteurs et non plus par briques a rapidement séduit les consommateurs, si bien que K'nex est très vite devenu un concurrent sérieux des firmes bien établies sur le marché du jeu de construction, comme Lego ou Meccano. La première boîte K'nex fut lancée sur le marché américain en 1993. Au départ, les pièces étaient peu diversifiées, mais très vite, le code de couleur est apparu pour distinguer les éléments entre eux : chaque longueur ou type de pièce est associée à un coloris, ce qui facilite leur repérage.
La majorité des gammes disposent actuellement de pièces semi-rigides (la gamme enfant, Kid K'nex, a des pièces souples), mais les modèles construits sont très rigides une fois les pièces assemblées, tout en étant très légers. Au fil des années, des pièces supplémentaires sont apparues (panneaux, cônes...) pour diversifier les gammes. On compte même des modèles motorisés, à l'aide de piles ou de panneau-solaires.

## Le principe
Le principe de K'nex repose sur des connecteurs et des tiges de plastique semi-rigides qui s'emboîtent les uns dans les autres pour former facilement des constructions en trois dimensions.
Les différentes tiges ont des longueurs espacées d'un ratio égal à {\displaystyle {\frac {1}{\sqrt {2}}}} (environ 0,7071), ce qui permet, à l'aide des connecteurs angulaires, de construire aisément des triangles rectangles et isocèles, donc des formes stables en trois dimensions.
Les différents connecteurs offrent des angles rigides multiples de 45°, répartis sur un quart, demi ou trois-quarts de cercle, ou cercle entier. On peut même obtenir des angles de 60° rigide grâce à l'association des connecteurs violets et bleus.
Le jeu comporte trois connexions de base, lesquelles combinées entre elles peuvent former énormément de combinaisons :
- Connexion pince-bout (jaune-vert sur l'image) qui permet 1 degré de liberté (rotation) avec une grande friction. Pour construire de grandes structures, les triangles isocèles sont très utilisés et sont réalisés avec ces connexions, très solides.
- Connexion pince-barre (jaune-rouge sur l'image) qui permet 1 degré de liberté (translation) avec une grande friction. Permet entre autres d'être précis dans la pose de pièces.
- Connexion trou-de-barre (jaune-bleu sur l'image) qui permet 2 degrés de liberté (rotation et translation) avec très peu de friction. Permet les mouvements de rotations autour d'axes.

## La distribution de K'nex

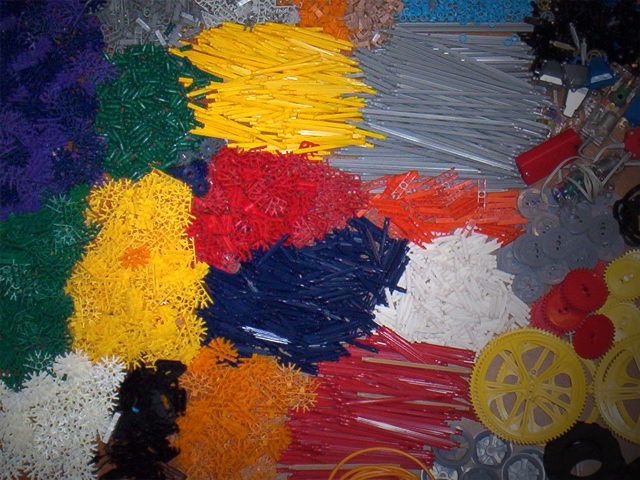
Pièces de K'nex

À l'instar des jeux de constructions habituels, comme Lego ou Meccano, K'nex propose des boîtes de jeu avec notice de montage pour réaliser des constructions diverses, allant des tours géantes (plus de 1 000 pièces) aux toutes petites voitures (30 pièces).
De telles boîtes peuvent être achetées dans les magasins de jouets, bien sûr, mais aussi parfois dans les grandes surfaces habituelles.

## Pièces principales
Les différentes pièces de K'nex sont très nombreuses. Cependant, certains éléments de base sont essentiels et peuvent être retrouvés dans la majorité des constructions. Ils sont divisés en deux groupes, les connecteurs et les tiges. Il y a quatre attaches possibles entre ces deux catégories : Pinces, Trous, Bouts, et Barres. Les pièces sont présentées ici dans leur couleur standard, bien que d'autres teintes sont aujourd'hui fabriquées.

### Connecteurs
Les connecteurs ont deux attaches possibles : Pinces et Trous.
|  | Connecteur blanc      | Il comporte huit pinces, et un trou (existe aussi en noir).                                                                                                 |
|  | Connecteur jaune      | Il comporte cinq pinces, et un trou. |
|  | Connecteur vert       | Il comporte quatre pinces, et un trou. |
|  | Connecteur rouge      | Il comporte trois pinces, et un trou. |
|  | Connecteur gris clair | Il comporte deux pinces, et un trou. |
|  | Connecteur gris foncé | Il comporte une pince, et un trou. |
|  | Connecteur bleu       | Il comporte sept pinces, pas de trou, mais associé à lui-même ou à un connecteur violet, il permet de créer des arêtes ou des coins.                        |
|  | Connecteur violet     | Il comporte quatre pinces, pas de trou, mais associé à lui-même ou à un connecteur bleu, il permet de créer des arêtes ou des coins (existe aussi en gris). |

### Tiges
Les tiges ont deux attaches possibles : Bout et Barre.
Elles ont rapports entre les tailles de {\displaystyle {\frac {1}{\sqrt {2}}}} quand on les utilise conjointement avec les connecteurs. Les couleurs peuvent varier avec les sets de couleurs, mais ce sont ici les couleurs de base. Les longueurs sont exprimées par le nombre de connecteur pouvant être fixés côte à côte sur chaque tige, en utilisant la méthode Pince-Barre.
| Tige verte   | Elle comporte 2 bouts mais pas d'attache de type barre.                                                                                         |
| Tige blanche | Elle comporte 2 bouts et une barre de longueur 3. Particularité : quand il y a 3 pinces sur la barre, au maximum, les bouts sont inutilisables. |
| Tige bleue   | Elle comporte 2 bouts et une barre de longueur 6                                                                                                |
| Tige jaune   | Elle comporte 2 bouts et une barre de longueur 11 (existe aussi en rouge flexible).                                                             |
| Tige rouge   | Elle comporte 2 bouts et une barre de longueur 18                                                                                               |
| Tige grise   | Elle comporte 2 bouts et une barre de longueur 28 (existe aussi en vert et en orange flexibles).                                                |

Il peut être également utile de savoir que :
- 2 tiges vertes + 1 connecteur = 1 tige bleue.
- 2 tiges bleues + 1 connecteur = 1 tige rouge.
- 2 tiges blanches + 1 connecteur = 1 tige jaune.
- 2 tiges jaunes + 1 connecteur = 1 tige grise.

## Pièces secondaires
Ces pièces sont utiles pour simplifier des mécanismes. Voici quelques exemples:
- les cercles bleus servent à caler une roue. Ce sont des connecteurs.

- les cercles gris sont plus larges mais servent comme les bleus.

- les roues servent à créer des voitures ; des mécanismes (souvent sans les pneus)

- des connecteurs spéciaux existent.